# Don Messick
Donald Earl "Don" Messick (ur. 7 września 1926 w Buffalo, zm. 24 października 1997 w Salinas) – amerykański aktor i lektor, najbardziej znany z dubbingu postaci z filmów animowanych produkcji Hanna-Barbera w angielskojęzycznych wersjach.
Don Messick podkładał głos w tak znanych produkcjach jak: Scooby-Doo w filmach animowanych o Scooby-Doo, Bamm-Bamm Rubble we Flintstonach, Astro w Jetsonsowie, Muttley w Odlotowych wyścigach, kota Sebastiana w Josie i kociaki, Gears, Ratchet i Scavengera w Transformerach, Papy Smerfa w Smerfach, Dr. Benton Quest w Jonny Quest oraz Miś Boo-Boo w Miś Yogi.